# Cheshire (Connecticut)
Cheshire es un pueblo ubicado en el condado de New Haven en el estado estadounidense de Connecticut. En 2005 tenía una población de 29 097 habitantes y una densidad poblacional de 341 personas por km².

## Geografía
Ashford se encuentra ubicado en las coordenadas 41°30′44″N 72°54′13″O / 41.51222, -72.90361.

## Demografía
Según la Oficina del Censo en 2007 los ingresos medios por hogar en la localidad eran de $100 835 y los ingresos medios por familia eran $113 587. Los hombres tenían unos ingresos medios de $60 078 frente a los $38 471 para las mujeres. La renta per cápita para la localidad era de $33 903. Alrededor del 3% de la población estaba por debajo del umbral de pobreza.